# Hanghomia marseillei
Hanghomia marseillei là một loài thực vật có hoa trong họ La bố ma. Loài này được Gagnep. & Thénint mô tả khoa học đầu tiên năm 1936.